# 소가노 이루카

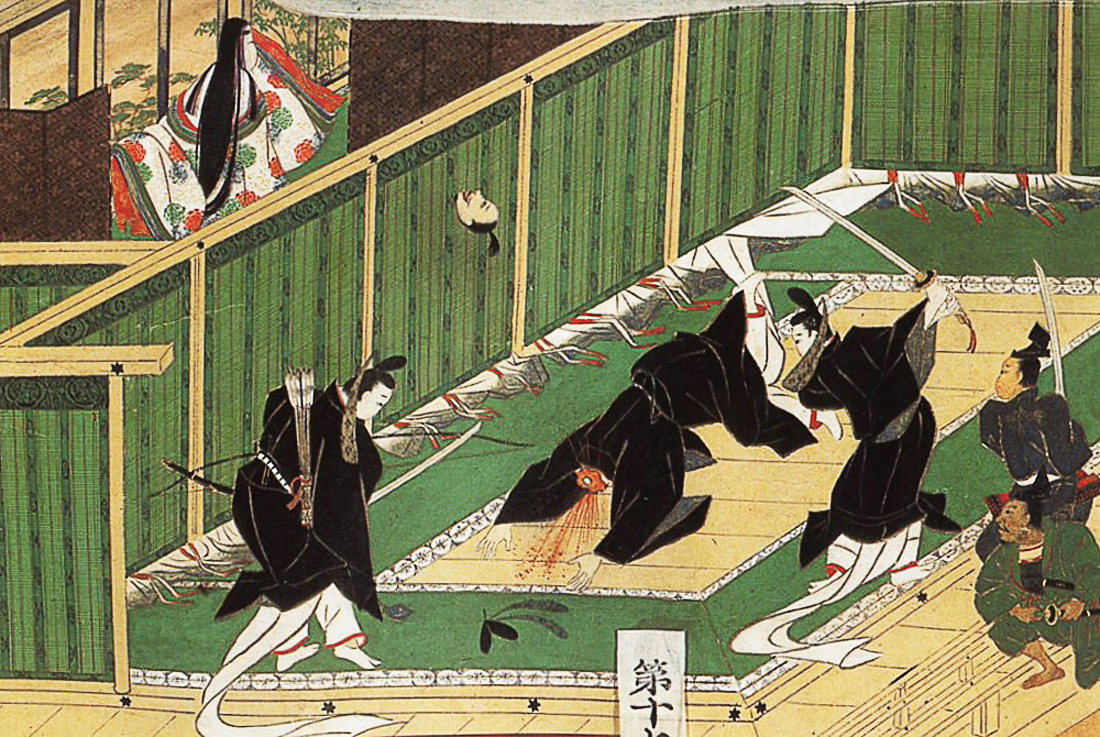

소가노 이루카(일본어: 蘇我入鹿, そが の いるか, 스이코 천황 18년(610년)? ~ 고교쿠 천황 4년(645년) 6월 12일)는 아스카 시대의 호족이다. 야마토 조정의 유력자였지만, 다이카 개신의 전야 을사의 변에서 토벌 후 소가 가문이 추락하는 계기가 되었다.

## 생애
※다음은 주로 《일본서기》 등의 기술에 근거한 것이며, 날짜는 음력입니다.
태어난 해는 알 수 없으나, 아버지인 소가노 에미시(蘇我蝦夷)가 586년 무렵에 태어났다고 하는 것으로 보아 대략 600년～610년 무렵으로 추정한다.
청년 시절에는 승려 민(旻)에게서 학문을 배워 수재로 이름이 났다. 아버지 에미시가 오오미(大臣)가 된 고교쿠 천황 원년(642년)에 천황의 즉위와 함께 아버지를 대신해 국정을 맡게 되었다. 같은 해 7월 23일에 종자(従者)가 흰 참새 새끼를 손에 넣었는데, 참새는 할아버지인 소가노 우마코(蘇我馬子)를 상징하는 것이기도 했다.
이듬해인 고교쿠 2년(643년) 10월 6일에 이루카는 아버지로부터 독단적으로 오오미를 넘겨받았다. 이로서 명실상부한 소가 씨 가독(家督)을 이어받았지만, 이 무렵 쇼토쿠 태자 이후 왕실 주위에는 국정을 오키미(大王) 중심으로 개혁하려는 기운이 나날이 강해져가고 있었고, 이루카는 이러한 움직임을 억누르고 소가 씨와 혈연이 강한 후루히토노 오에(古人大兄)를 오키미로 추대하고자 했다. 그리고 그것을 위한 걸림돌이었던 쇼토쿠 태자의 아들 야마시로노 오에(山背大兄)를 위시한 우에노미야 왕가(上宮王家) 사람들을 모조리 자결로 몰아간다. 오오미를 넘겨 받은지 한 달도 지나지 않은 11월 상순의 일이었는데, 다만 우에노미야 왕가 토벌에 대해서는 고교쿠의 즉위와 관련해 야마시로노 오에가 모반을 일으킬 것을 두려워한 다른 왕족들이 저지른 암살이었다(즉 이루카의 독단으로 이루어진 사건은 아니었다)는 《일본서기》와는 모순되는 기술이 《도지 가전》(藤氏家伝)에 있다.
고교쿠 3년(644년) 11월에는 아마카시노오카(甘樫丘)에 저택을 짓고 이들을 각기 「우에노 미카도(上の宮門)」, 「다니노 미카도(谷の宮門)」라 이름붙였으며, 자신의 자녀들을 미코(皇子)라 불렀다. 또한 우네비 산(畝傍山)에 요새를 짓고 왕실 행사를 멋대로 대행했다. 이로서 이루카는 실질적인 최고 권력자의 지위를 굳혔고, 그의 치세에는 사람들이 크게 경외하여 길에 떨어진 것도 함부로 줍지 않았다고 한다.
그러나 이같은 이루카의 천하는 오래가지 못했다. 후루히토노오에의 이복동생으로 왕위 계승 경쟁자였던 나카노오에(中大兄)와 나카토미노 가마타리(中臣鎌足) 등이 주도한 이른바 을사의 변이라는 쿠데타에 의해 아스카 이타부키 궁(飛鳥板蓋宮)의 대극전(大極殿)에서 이루카는 고교쿠가 보는 앞에서 암살당하고 만다. 사촌 형제인 소가노 구라다노 이시카와마로(蘇我倉山田石川麻呂)가 표문을 읽어내려가면서 부들부들 떨고 있는 것을 보고 의아하게 여기는데, 나카노오에와 사에키노 고마로(佐伯子麻呂)에게 베였다. 상처를 입고 죽어가면서 왕에게 자신의 무고함을 호소했으나, 결국 죽임을 당했다. 이루카의 시신은 비가 내리는 바깥에 내던져지고, 이루카의 아버지 에미시도 살던 저택에 불을 질러 자결하고, 이로서 소가 씨 본종가는 멸망하고 말았다.
이루카 사후에도 사촌형제 이시카와마로나 그 동생인 아카에(赤兄)가 오오오미를 맡기도 했지만, 아카에가 임신의 난으로 유배에 처해진 뒤 소가 씨(이시카와 씨石川氏)는 납언(納言)・산기(参議)에 오르는 게 고작일 정도의 신분으로 떨어졌고, 헤이안 시대 초기가 되면 구교(公卿)도 배출하지 못한 채 역사에서 아예 이름이 지워지고 마는 비극을 맞이한다.

## 학설
《일본서기》는 이루카의 사적을 소가 씨의 월권행위로 무리하게 후루히토노오에를 오키미로 추대하기 위한 준비작업이었다고 비판하지만, 소가 씨는 원래 우마코의 대부터 대륙의 문물을 적극 수용하는데 힘썼던 개혁파 선두로서 당이나 백제 등 당시의 국가 상황에 대응하기 위한 움직임이었다는 의견도 있다. 실제로 「우에노 미카도」니 「다니노 미카도」라 여겨지는 장소에는 무기 창고의 흔적이나 무기 유물이 발굴되기도 한다. 또한 견당사도 자주 파견되어 당의 일본으로의 파병을 소가 씨가 경계하고 그것을 염탐하기 위한 것이었다는 분석도 존재한다.
이루카의 암살은 그것이 소가 씨 본종가 멸망과 관련되어 있었는데, 최근에는 개혁의 주도권을 놓고 벌어진 다툼에서 소가 씨와 대립하던 왕족, 반(反) 소가 씨의 확집에서 일어난 것이라고 보는 견해도 있다. 또한 소가노 이루카라는 이름은 훗날 덴지 천황으로 즉위하게 되는 나카노오에(中大兄)와, 그에게서 후지와라씨를 사성받게 되는 나카토미노 가마타리(中臣鎌足)에 의해 그때까지의 이름이 사료상에서 지워지고, 비하하는 이름으로서 짐승의 이름을 갖다붙이게 되었다는 가도와키 데이지(門脇禎二) 등의 설이 있는데, 이에 대해서는 가토 겐키치(加藤謙吉) 등의 반증도 시도되었다. 한편으로 메이지 학원(明治学院)의 대학교수 다케미쓰 마코토(武光誠)는 당시의 시대는 정령(精霊) 숭배 사상을 토대로 동물에서 유래한 이름을 붙이는 경우가 많았던 풍조가 있었고 이루카(入鹿)라는 이름도 해신의 힘을 빌리기 위해 돌고래(이루카)의 이름을 붙였다는 견해도 있다.

## 관련 사적
아스카데라(飛鳥寺) 경내와 아마카시노오카에 가까운 곳에는 「이루카 머리무덤(首塚)」이라 불리는 무덤이 있다. 또한 2005년 11월 13일에는 나라현(奈良県) 아스카무라(明日香村)에서 소가노 이루카의 저택 터로 보이는 유구가 발견되었다.

## 소가노 이루카이 등장하는 작품
- 《삼국기》 (KBS, 1993년~1994년, 배우:김영선
- 《대왕의 꿈》 (KBS, 2012년~2013년, 배우:정진각